# Réponses à un attentat
 (avril 2018).
Si vous disposez d'ouvrages ou d'articles de référence ou si vous connaissez des sites web de qualité traitant du thème abordé ici, merci de compléter l'article en donnant les références utiles à sa vérifiabilité et en les liant à la section « Notes et références ».
Pour plus de détails, voir Fiche technique et Distribution.
Réponses à un attentat est un documentaire français réalisé par Philippe Haudiquet en 1975.

## Synopsis
La maison de Auguste et Marie-Rose Guiraud connaît un attentat durant la nuit du 9 mars 1975. La famille est sous le choc. Tout le village participera à la reconstruction. En attendant, le Larzac monte à Paris manifester.

## Fiche technique
- Titre : Réponses à un attentat
- Réalisation : Philippe Haudiquet
- Production : 	Ciné-Larzac
- Pays d'origine :  France
- Genre : documentaire
- Durée : 19 minutes
- Date de sortie : France, 1975

## Intervenants
- Pierre Burguière
- Jean-Marie Burguière
- Auguste Guiraud
- Marie-Rose Guiraud